# Zespół Szkół Nr 1 w Piasecznie

## O szkole
Zespół Szkół Elektryczno-Mechanicznych Nr 1 w Piasecznie  im. gen. Zygmunta Berlinga został założony 15 września 1924 roku, otrzymując pozwolenie na prowadzenie szkoły zawodowej dla młodzieży pracującej w rzemiośle 10 lutego 1925 roku od Ministerstwa Wyznań Religijnych i Oświecenia Publicznego. W 1930 roku Kurator Okręgu Szkolnego, pan G. Zawadzki, zmienił nazwę szkoły na Publiczną Szkołę Dokształcającą Zawodową w Piasecznie. W tym okresie szkoła mieściła się przy ulicy Warszawskiej 29 i uczęszczało do niej 90 uczniów.
Od września 1944 do września 1946 roku funkcję dyrektora pełnił Józef Reszczyk. W 1936 roku szkoła zmieniła nazwę na Publiczną Średnią Szkołę Zawodową dla Pracujących i przeniosła się do budynku Szkoły Podstawowej przy ul. Świętojańskiej 12. W 1950 roku dyrektorem został Roman Andrzejewski. Latem 1952 roku szkoła przeniosła się na ul. Zgody 14.
W latach 60. szkoła została przekształcona w Zasadniczą Szkołę Zawodową oferującą kilka kierunków kształcenia. W 1960 roku odbyło się uroczyste przekazanie sztandaru ufundowanego przez Komitet Rodzicielski, a we wrześniu 1963 roku rozpoczęli naukę pierwsi uczniowie Technikum Elektrycznego, którego dyrektorem był Kazimierz Łątka. W 1966 roku szkoła przeniosła się do Zalesia Dolnego, a następnie do budynku byłego Gimnazjum Emilii Plater przy Al. Brzóz 27, gdzie technikum mieściło się do sierpnia 1976 roku.
We wrześniu 1969 roku, podczas obchodów VI wieków Piaseczna, wmurowano kamień węgielny pod budowę nowego budynku technikum przy ul. Szpitalnej 10. Budowa trwała ponad siedem lat, a mimo oddania budynku do użytku 1 września 1976 roku, przez wiele lat usuwano usterki.
W nowym roku szkolnym 1976, po przeniesieniu Technikum Elektryczno-Mechanicznego do nowego budynku przy ul. Szpitalnej 10, zdecydowano się rozszerzyć zakres nauczania w Zasadniczej Szkole Zawodowej, powołując klasę o kierunku kierowca mechanik.
W 1989 roku, w porozumieniu ze szkołą przy Al. Brzóz, klasy mechaniczne przeniesiono do budynku przy ul. Szpitalnej. W tym czasie funkcjonował tam Zespół Szkół. 9 maja 1986 roku nadano szkole imię generała Zygmunta Berlinga, co uczczono uroczystością z udziałem władz wojewódzkich, gminnych i oświatowych. Pamiątkową tablicę odsłoniła żona generała, Maria Berlingowa.
W 2000 roku, po przejęciu przez Powiat Piaseczyński, szkoła otrzymała nazwę Zespół Szkół Nr 1. W 2002 roku dyrektorem została Elżbieta Malinowska. W latach 2010–2011 rozbudowano nowe skrzydło, mieszczące pracownie przedmiotów zawodowych, a warsztaty przy ul. Czajewicza zostały zlikwidowane.
Szkoła kontynuuje dzieło edukacji kadr w zawodach technicznych, przez wiele lat przygotowywała kadrę pracowniczą dla zakładów Polkolor, Lamina oraz Zelos.

## Znani absolwenci
- Krzysztof Włodarczyk – bokser
- Janusz Piechociński – polityk
- Andrzej Malina – zapaśnik

## Kierunki kształcenia
- Technikum Elektroniczne,
- Technikum Mechaniczne,
- Technikum Informatyczne (od 1 września 2005),
- Technikum Teleinformatyczne (od 1 września 2006),
- Technikum Pojazdów Samochodowych (od 1 września 2008),
- Technikum Organizacji Reklamy (od 1 września 2011),
- Technikum Programistyczne (od 1 września 2022),
- Zasadnicza Szkoła Zawodowa - mechanik pojazdów samochodowych